# Te Deum laudamus

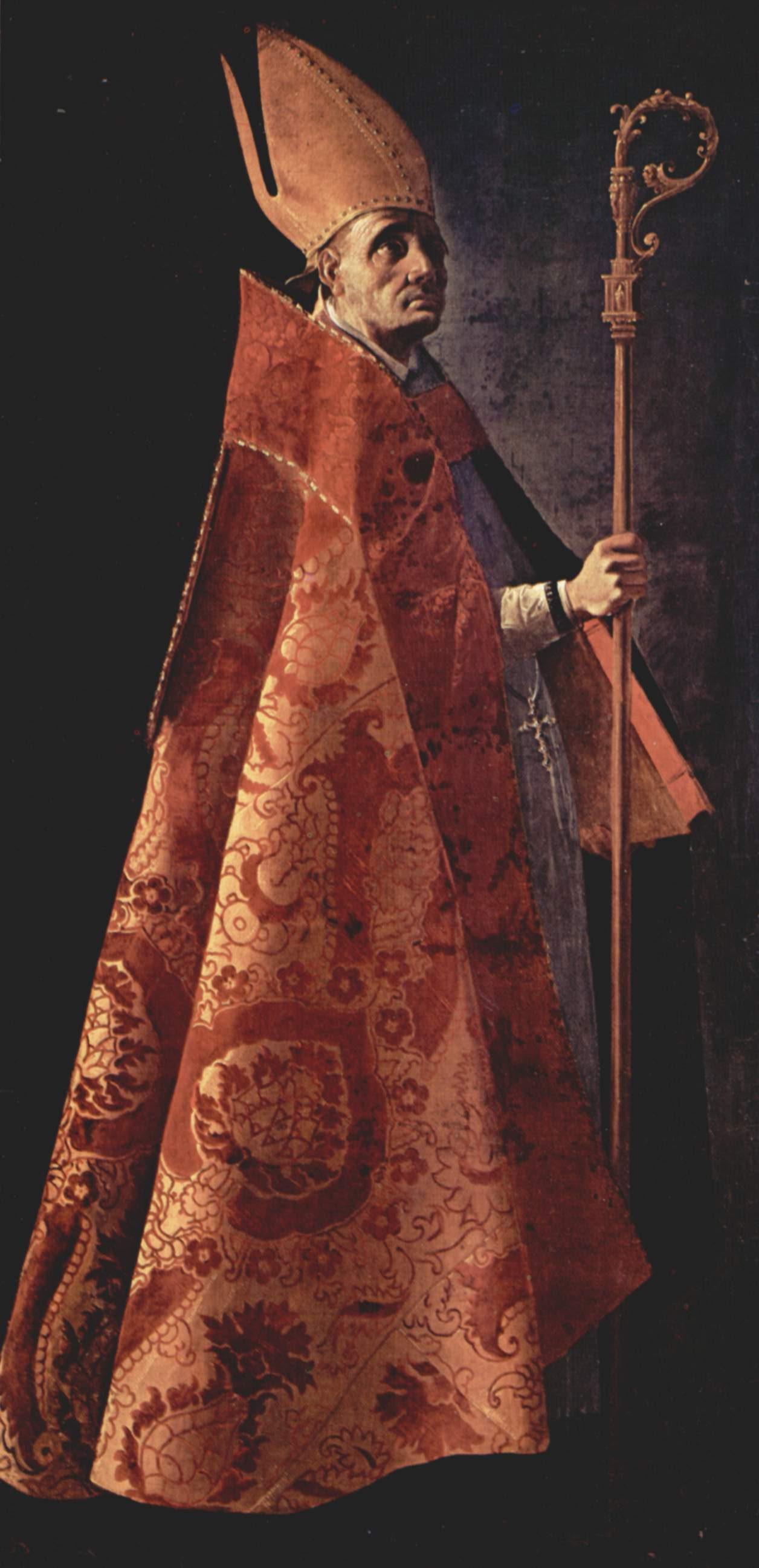
Svatý Ambrož (obraz od Francisca de Zurbarána)

Te Deum laudamus (Tebe Bože chválíme) jsou začáteční slova latinského slavnostního hymnu označovaného zpravidla zkráceným názvem Te Deum. Autorství je tradičně připisováno svatému Ambrožovi, biskupovi v Miláně v Itálii, proto se hymnus nazývá též Ambroziánský chvalozpěv. 

## Vznik
Tradice připisuje autorství svatému Ambroži a svatému Augustinovi. Podle tohoto podání hymnus vznikl u příležitosti Augustinova křtu, který mu v roce 387 Ambrož udělil. Někteří současní badatelé pochybují o reálnosti této verze a autorství připisují Dardanskemu biskupu Nicetovi z Remesiany. Další badatelé však zpochybňují i tuto hypotézu a domnívají se, že chvalozpěv vznikl sloučením dvou starších hymnů, jednoho ke chvále Boha Otce a druhého Boha Syna; podle tohoto schématu druhý z nich začíná veršem Tu rex gloriae, Christe.

## Určení textu
Nejvlastnější liturgické místo zpěvu Te Deum je v denní modlitbě církve, konkrétně na konci modlitby se čtením (resp. matutina) o nedělích a svátcích. Hojně se však používá také mimo denní modlitbu církve, jako slavnostní hymnus díkůvzdání.
Vděčná modlitba Te Deum je spojena s částečnými odpustky; s odpustky plnomocnými, pokud se ji věřící modlí veřejně v poslední den roku.

## Text
| Originální latinský text Te Deum laudamus: te Dominum confitemur. Te aeternum Patrem omnis terra veneratur. Tibi omnes Angeli; tibi caeli et universae Potestates; Tibi Cherubim et Seraphim incessabili voce proclamant: Sanctus, Sanctus, Sanctus, Dominus Deus Sabaoth. Pleni sunt caeli et terra maiestatis gloriae tuae. Te gloriosus Apostolorum chorus, Te Prophetarum laudabilis numerus, Te Martyrum candidatus laudat exercitus. Te per orbem terrarum sancta confitetur Ecclesia, Patrem immensae maiestatis: Venerandum tuum verum et unicum Filium; Sanctum quoque Paraclitum Spiritum. Tu Rex gloriae, Christe. Tu Patris sempiternus es Filius. Tu ad liberandum suscepturus hominem, non horruisti Virginis uterum. Tu, devicto mortis aculeo, aperuisti credentibus regna caelorum. Tu ad dexteram Dei sedes, in gloria Patris. Iudex crederis esse venturus. Te ergo quaesumus, tuis famulis subveni: quos pretioso sanguine redemisti. Æterna fac cum sanctis tuis in gloria numerari. (Následující verše byly připojeny později, převážně ze žalmů.)[zdroj?] Salvum fac populum tuum, Domine, et benedic hereditati tuæ. Et rege eos, et extolle illos usque in æternum. Per singulos dies benedicimus te; Et laudamus Nomen tuum in sæculum, et in sæculum sæculi. Dignare, Domine, die isto sine peccato nos custodire. Miserere nostri domine, miserere nostri. Fiat misericordia tua, Domine, super nos,quemadmodum speravimus in te. In te, Domine, speravi: non confundar in æternum. | Český překlad Bože, tebe chválíme, tebe, Pane, velebíme. Tebe, věčný Otče, oslavuje celá země. Všichni andělé, cherubové i serafové, všechny mocné nebeské zástupy bez ustání volají: Svatý, Svatý, Svatý, Pán, Bůh zástupů. Plná jsou nebesa i země tvé vznešené slávy. Oslavuje tě sbor tvých apoštolů, chválí tě velký počet proroků, vydává o tobě svědectví zástup mučedníků; a po celém světě vyznává tě tvá církev: neskonale velebný, všemohoucí Otče, úctyhodný Synu Boží, pravý a jediný, božský Utěšiteli, Duchu svatý, Kriste, Králi slávy, tys od věků Syn Boha Otce; abys člověka vykoupil, stal ses člověkem a narodil ses z Panny; zlomil jsi osten smrti a otevřel věřícím nebe; sedíš po Otcově pravici a máš účast na jeho slávě. Věříme, že přijdeš soudit, a proto tě prosíme: přispěj na pomoc svým služebníkům, vždyť jsi je vykoupil předrahou krví; dej, ať se radují s tvými svatými ve věčné slávě. (Následující verše byly připojeny později, převážně ze žalmů.) Zachraň, Pane, svůj lid, žehnej svému dědictví, veď ho a stále pozvedej. Každý den tě budeme velebit a chválit tvé jméno po všechny věky. Pomáhej nám i dnes, ať se nedostaneme do područí hříchu. Smiluj se nad námi, Pane, smiluj se nad námi. Ať spočine na nás tvé milosrdenství, jak doufáme v tebe. Pane, k tobě se utíkáme, ať nejsme zahanbeni navěky. |

Mimo výše uvedeného neveršovaného českého překladu se užívá také několik básnických parafrází.

### Kancionálová verze
V Katolickém zpěvníku (Katholisches Gesangbuch) vydaném r. 1774 na pokyn Marie Terezie byl chvalozpěv upraven jako strofická píseň s rýmovaným textem Ignaze Franze Großer Gott, wir loben dich. Píseň došla značného rozšíření a dočkala se řady překladů (Holy God, We Praise Thy Name, Grand Dieu, nous te bénissons aj.), také českého. Ten se poprvé objevil zřejmě ve Fryčajově kancionálu (1801), podle současného kancionálu zní takto:
1. Bože, chválíme tebe, / Pane, moc tvou velebíme, / kterou zná zem i nebe, / všem tvým skutkům se divíme; / když se vše v světě mění, / ty sám jsi bez proměny.
2. Vše, co jen chválit může, / cherubové, serafové, / chválí tě velký Bože, / nebe, země, zástupové, / ode všech jsi nazýván: / Svatý, Svatý, Svatý Pán.
3. Svatý Pán Bůh Sabaoth, / Svatý, jenž řídí národy, / jenž pomáhá z běd a psot. / Nebe, zem, povětří, vody / plné jsou cti, chvály tvé, / neb vše tvoje dílo je.
4. Apoštolů slavný sněm / a proroků řad veliký / posílá v plesání svém / k trůnu tvému vroucí díky; / kolik je mučedníků, / tolik chvalořečníků.
5. Po všem okrsku země / tobě, Otče, velcí, malí, / kdož jsou tvé svaté plémě, / vděčně prozpěvují chvály, / vzdávají čest i Synu / na trůnu sedícímu.
6. Též i Duchu Svatému, / který svatá naučení / uděluje každému / a v smutku je utěšení, / lid křesťanský se klaní, / všude jeho chvála zní.
7. Ty, Otce věčný Synu, / vtělil ses, sestoupiv z nebe, / chtě smazat naši vinu / vydals na smrt kříže sebe; / milost jsi nám vydobyl, / od hříchu osvobodil.
8. Tebou je všem, kdo věří, / nebes brána otevřena, / s důvěrou kdo k tobě zří, / zastáncem tě u Otce má. / Že přijdeš svět souditi, / máme mít vždy v paměti.
9. Buď milostiv dětem svým, / požehnej dědictví svému, / veď nás světlem nebeským / a povyš až k trůnu svému, / ať tě, plni vděčnosti, / chválíme na věčnosti.
10. Přispěj zatím k pomoci / drahou krví vykoupeným, / chraň a braň je svou mocí, / přičti ke svým vyvoleným; / po časném pak bloudění / přiveď nás ke spasení.
11. To buď naše snažení: / tebe a tvé jméno vzývat, / čest a díkůčinění / po všechny dny tobě zpívat. / Rač od hříchů chránit nás / jak dnes, tak po všechen čas.
12. Pane, smiluj, smiluj se, / buď s námi tvé požehnání; / oč prosíme, staniž se / podle našeho doufání. / Kdo v tě doufá samého, / neopustíš žádného.[3]

## Zhudebnění textu

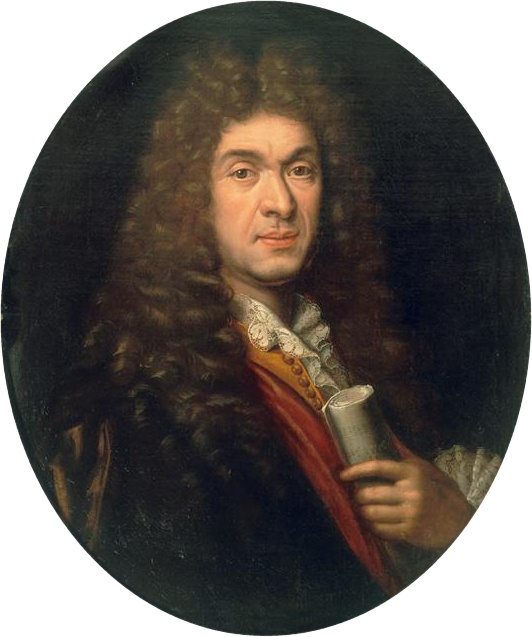
Jean-Baptiste Lully (při uvedení svého Te Deum si probodl nohu barokní taktovkou)

Hymnus po staletí zhudebňovala řada skladatelů:

### Renesance
- Jacob Praetorius starší († 1586)
- Giovanni Pierluigi da Palestrina († 1594)

### Baroko
- Heinrich Schütz (1585–1672)
- Jiří Melcelius (1624–1693)
- Jean-Baptiste Lully (1632–1687) – pří slavnostním uvedení skladby 8. ledna 1687 se zranil ozdobnou holí (barokní taktovkou), kterou udával takt; v důsledku toho dostal infekci, které zanedlouho 22. března přes amputaci zasažených prstů na noze podlehl – LWV 55
- Dietrich Buxtehude (1637–1707) – K 218 für Orgel
- Marc-Antoine Charpentier (1643–1704) – snad nejznámější verze Te Deum, od roku 1954 znělka Eurovize
- Henry Purcell (1659–1695) – jde o první anglické Te Deum s orchestrálním doprovodem. Jedno z posledních Purcellových děl.
- Louis Marchand (1669–1732)
- Jan Dismas Zelenka (1679–1745)
- Domenico Scarlatti (1685–1757)
- Georg Friedrich Händel (1685–1759)
- Johann Adolf Hasse (1699–1785)
- Johann Christian Bach (1735–1782) – Te Deum (v Miláně 1761)

### Období Vídeňské klasiky
- Joseph Haydn (1732–1809)
- Antonio Salieri (1750–1826)
- Johann Gottfried Schicht (1753–1823) – zkomponoval čtyři skladby Te Deum
- Wolfgang Amadeus Mozart (1756–1791)
- Vincenzo Righini (1756–1812)
- Jan Václav Tomášek (1774–1850)
- Jan Theobald Held (1770–1851)
- Antonín Rejcha (1770–1836)
- Christoph Ernst Friedrich Weyse (1774–1842)
- Karol Kurpiński (1785–1857)

### Romantismus
- Hector Berlioz (1803–1869)
- Felix Mendelssohn-Bartholdy (1809–1847)
- Otto Nicolai (1810–1849)
- Ferenc Liszt (1811–1886)
- Giuseppe Verdi (1813–1901)
- Friedrich Kiel (1821-1885)
- Anton Bruckner (1824–1896)
- Georges Bizet (1838–1875)
- Antonín Dvořák (1841–1904) – Te Deum, op. 103

### 20. století
- Petr Eben (1929-2007)
- Zdeněk Lukáš (1928-2007)
- Zdeněk Pololáník (1935-2024)
- Arvo Pärt (* 1935)

### Současnost
- Jan Zástěra (* 1984) – zhudebněno jakožto závěrečná část oratoria Korunovace českých králů (2016)